# Guerras Anglo-Holandesas
As chamadas Guerras Anglo-Holandesas, também referidas como Guerras Anglo-Neerlandesas (em neerlandês:  Engels-Nederlandse Oorlogen ou Engelse Zeeoorlogen), foram uma série de conflitos navais que se desenvolveram entre o século XVII e o XVIII entre o Reino Unido, (mais tarde Reino da Grã-Bretanha durante a quarta guerra) e a República das Sete Províncias Unidas dos Países Baixos pelo controle das rotas marítimas. São conhecidas como Guerras Holandesas na Inglaterra e Guerras Inglesas nos Países Baixos.

## História
No século XVI, durante as Guerras religiosas entre a Dinastia dos Habsburgo (católica) e as nações Protestantes, a Inglaterra, graças ao Ato de Navegação de Oliver Cromwell, e nomeadamente sob o reinado de Isabel I de Inglaterra, construiu um poderoso império naval, destinado a principalmente atacar as frotas da Prata espanholas. Um exemplo dessa prática foram as ações de corso de Francis Drake.
O conflito pela disputa dos mares desenvolveu-se em quatro guerras:
- a Primeira Guerra Anglo-Holandesa, entre 1652 e 1654;[2]
- a Segunda Guerra Anglo-Holandesa, entre 1665 e 1667;
- a Terceira Guerra Anglo-Holandesa, entre 1672 e 1674; e
- a Quarta Guerra Anglo-Holandesa, entre 1780 e 1784.

A Primeira Guerra Anglo-Neerlandesa (1652-1654) terminou com o Tratado de Westminster (1660), mantendo em vigor o Ato de Navegação de 1651.
A Segunda Guerra Anglo-Neerlandesa começou em 1665 quando os ingleses declararam guerra - de fato, eles já tinham atacado os Novos Países Baixos – e durou até 1667 quando os holandeses destruíram grande parte da frota inglesa nas águas do rio Tâmisa. Este incidente levou ao Tratado de Breda, que terminou com estes conflitos.
Com a Revolução Francesa e particularmente as Guerras Napoleônicas (1793-1815), a França reduziu os Países Baixos a uma nação satélite e finalmente anexou o país em 1810. Em 1797, a Armada Neerlandesa já havia sido derrotada pela Britânica na Batalha de Camperdown. Os Britânicos tomaram várias colônias holandesas como o Ceilão (atual Sri Lanka), a Colônia do Cabo (atual África do Sul), a cidade de Malaca e várias feitorias na Índia. Restaram apenas a Indonésia, o Suriname, as Antilhas Holandesas e a feitoria de Deshima, no Japão.